# Love Kills (canção de Freddie Mercury)
"Love Kills" é um single do cantor e vocalista do Queen Freddie Mercury, original da trilha sonora gravada para o filme Metropolis. A canção inicialmente foi produzida nas sessões de The Game, e foi descartada do álbum final. Freddie a retrabalhou em meados de 1984, lançando-a como o primeiro single de sua carreira solo.
Em 2014, dois dos quatro membros do Queen retrabalharam a faixa, com os vocais finais de Freddie e a participação do baixista John Deacon na guitarra, posteriormente lançada na compilação Queen Forever, sob o título "Love Kills - The Ballad". A faixa foi lançada como single em alguns canais de música digital.

## Ficha técnica
- Freddie Mercury - vocal, sintetizadores
- John Deacon - guitarra
- Brian May - guitarra, baixo
- Roger Taylor - bateria
- Reinhold Mack - sintetizadores, programação

## Faixas
- 7" single

| N.º | Título                          | Duração |  |
| 1.  | "Love Kills"                    | 4:29    |  |
| 2.  | "Rotwang's Party (Robot Dance)" | 3:10    |  |

- 12" single

| N.º | Título                                           | Duração |  |
| 1.  | "Love Kills"                                     | 5:21    |  |
| 2.  | "Rotwang's Party (Robot Dance)" (Extended Remix) | 5:21    |  |

## Paradas
| Parada (1984–2006)                             | Melhor posição |
| ---------------------------------------------- | -------------- |
| Áustria (Ö3 Austria Top 75)                    | 9              |
| Bélgica (Ultratop 50 de Flandres)              | 17             |
| O campo songid é OBRIGATÓRIO PARA PARADA ALEMÃ | 25             |
| Países Baixos (Dutch Top 40)                   | 32             |
| Países Baixos (Single Top 100)                 | 24             |
| Espanha (PROMUSICAE)                           | 4              |
| Suíça (Schweizer Hitparade)                    | 27             |
| Reino Unido (UK Singles Chart)                 | 10             |
| Estados Unidos (Billboard Hot 100)             | 69             |